# Isaiah Stevens
Isaiah Stevens (Allen, 1º novembre 2000) è un cestista statunitense di ruolo playmaker.

## Biografia
Stevens ha frequentato la Allen High School ad Allen, in Texas, facendosi notare da college di tutto il paese, scegliendo alla fine l'Università statale del Colorado.

## Carriera
Ha una buona carriera collegiale, vincendo un torneo NCAA e molteplici premi individuali. Ottiene una media di 13,3 punti, 4,5 assist e 3,1 rimbalzi da freshman e 15,3 punti, 5,4 assist e 4,3 rimbalzi da sophomore.
Rimasto undrafted al draft NBA 2024, si unisce ai Miami Heat.

## Statistiche

### College
| Anno      | Squadra           | PG  | PT  | MP   | TC%  | 3P%  | TL%  | RP  | AP  | PRP | SP  | PP   |
| --------- | ----------------- | --- | --- | ---- | ---- | ---- | ---- | --- | --- | --- | --- | ---- |
| 2019-2020 | Colorado St. Rams | 32  | 32  | 32,6 | 46,7 | 38,0 | 81,6 | 3,1 | 4,5 | 0,8 | 0,1 | 13,3 |
| 2020-2021 | Colorado St. Rams | 28  | 27  | 35,2 | 46,5 | 42,7 | 86,5 | 4,3 | 5,4 | 1,1 | 0,1 | 15,3 |
| 2021-2022 | Colorado St. Rams | 31  | 31  | 34,7 | 46,1 | 37,7 | 90,2 | 3,2 | 4,7 | 1,2 | 0,1 | 14,7 |
| 2022-2023 | Colorado St. Rams | 26  | 26  | 36,8 | 46,5 | 37,8 | 86,2 | 3,4 | 6,7 | 0,8 | 0,3 | 17,9 |
| 2023-2024 | Colorado St. Rams | 36  | 36  | 34,8 | 47,4 | 44,0 | 83,6 | 3,2 | 6,8 | 1,2 | 0,2 | 16,0 |
| Carriera  | Carriera          | 153 | 152 | 34,7 | 46,7 | 40,2 | 85,4 | 3,4 | 5,6 | 1,0 | 0,1 | 15,4 |

### NBA

#### Regular Season
| Anno      | Squadra    | PG | PT | MP  | TC% | 3P% | TL% | RP  | AP  | PRP | SP  | PP  |
| --------- | ---------- | -- | -- | --- | --- | --- | --- | --- | --- | --- | --- | --- |
| 2024-2025 | Miami Heat | 3  | 0  | 2,0 | 0,0 | 0,0 | -   | 0,7 | 0,0 | 0,3 | 0,0 | 0,0 |
| Carriera  | Carriera   | 3  | 0  | 2,0 | 0,0 | 0,0 | -   | 0,7 | 0,0 | 0,3 | 0,0 | 0,0 |

### G League
| Anno      | Squadra           | PG | PT | MP   | TC%  | 3P%  | TL%  | RP  | AP  | PRP | SP  | PP   |
| --------- | ----------------- | -- | -- | ---- | ---- | ---- | ---- | --- | --- | --- | --- | ---- |
| 2024-2025 | S. Falls Skyforce | 33 | 33 | 36,9 | 45,1 | 31,4 | 93,0 | 3,2 | 9,3 | 1,3 | 0,2 | 12,8 |
| Carriera  | Carriera          | 33 | 33 | 36,9 | 45,1 | 31,4 | 93,0 | 3,2 | 9,3 | 1,3 | 0,2 | 12,8 |